# Chlorurus frontalis
Chlorurus frontalis és una espècie de peix de la família dels escàrids i de l'ordre dels perciformes.

## Morfologia
Els mascles poden assolir els 50 cm de longitud total.

## Distribució geogràfica
Es troba des de les Illes Ryukyu fins a les Illes de la Línia i la Gran Barrera de Corall.